# Ctenactis echinata
Ctenactis echinata là một loài san hô trong họ Fungiidae. Loài này được Pallas mô tả khoa học năm 1766.